# Hippolyte de Looz-Corswarem

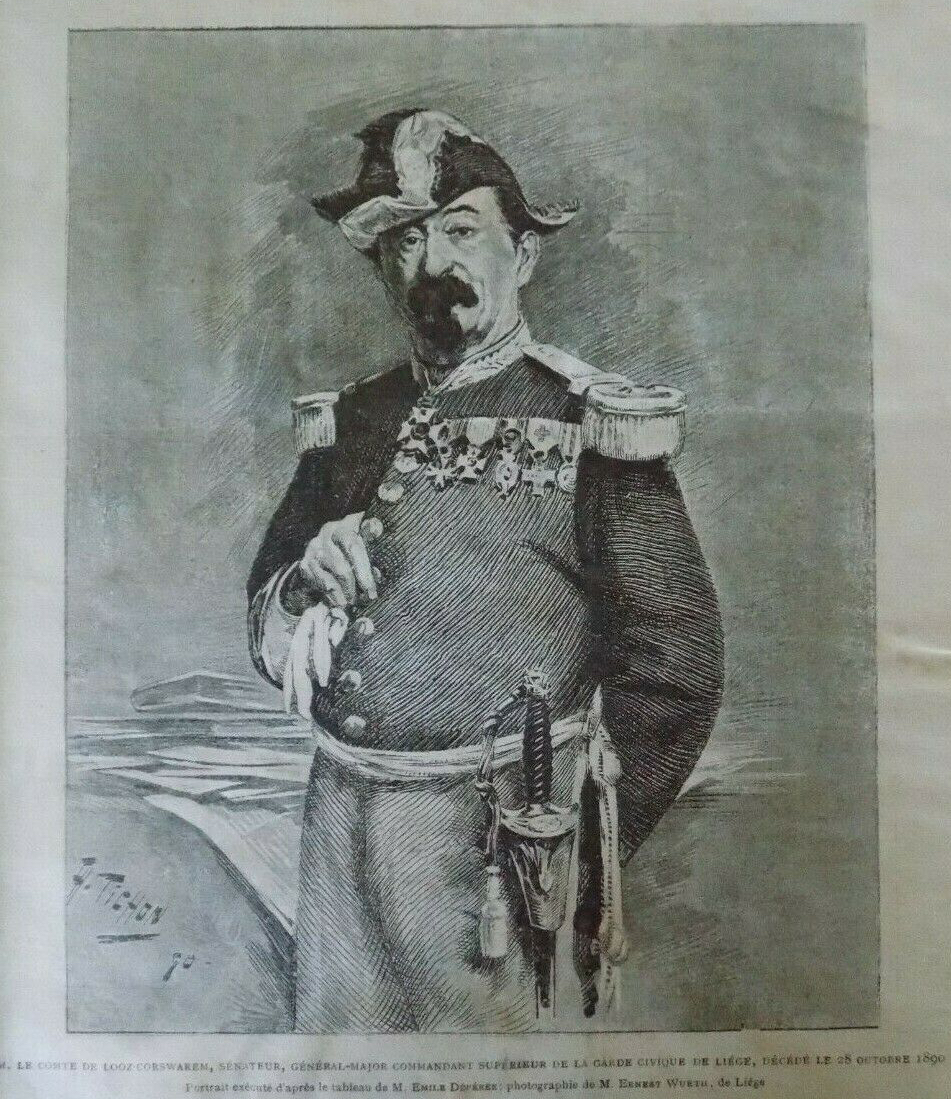

Hippolyte Edouard Jean Henri de Looz-Corswarem (Avin, 4 juli 1817 - 19 oktober 1890) was een Belgisch senator.

## Levensloop
Graaf Hippolyte de Looz-Corswarem was de enige zoon van generaal en senator Jean de Looz-Corswarem en van Marie-Henriette Marechal.
Hij trouwde met gravin Ferdinande de Liedekerke Beaufort (1817-1890) en ze hadden twee zoons, van wie er tot op heden afstamming is.
Hij studeerde filosofie aan de ULB (1836-1837). Van 1860 tot 1863 was hij provincieraadslid. In 1863 werd hij verkozen tot liberaal senator voor het arrondissement Luik en hij oefende dit mandaat uit tot aan zijn dood.
In Luik was hij ook kolonel-bevelhebber (1870-1883) en generaal-majoor van de Burgerwacht (1884-1890).
In 1844 werd hij lid van de Luikse vrijmetselaarsloge La Parfaite Intelligence et l'Étoile Réunies.